# Jiří Bělohlávek
Jiří Bělohlávek (Praga, 24 de febrer de 1946 - 31 de maig de 2017) fou un director d'orquestra txec. El seu pare era advocat i jutge. De jove Bělohlávek va estudiar violoncel amb Miloš Sádlo i es va diplomar al Conservatori de Praga i a l'Acadèmia de les Arts de la mateixa ciutat. Després va estudiar direcció d'orquestra, durant dos anys, amb Sergiu Celibidache.

## Biografia
Bělohlávek va vèncer en el Concurs nacional txec de direcció d'orquestra l'any 1970 i va accedir durant dos anys a ser assistent del director de l'Orquestra Filharmònica Txeca. Del 1972 al 1978 dirigeix la Filharmònica de Brno portant-la de gira per Àustria, Alemanya i Estats Units. Del 1977 al 1989 va ser director principal de l'Orquestra Simfònica de Praga.
Bělohlávek va esdevenir director principal de la Filharmònica Txeca el 1990 però, l'any següent, l'orquestra va decidir reorganitzar-se i va votar per confiar la direcció a Gerd Albrecht en substitució de Bělohlávek. Bělohlávek va presentar la dimissió el 1992. Successivament va fundar la Prague Philharmonia (Pražskou komorní filharmonii) el 1993, després que el ministre de la defensa de Txèquia havia posat a la seva disposició els fons per a la instrucció de 40 joves músics. Bělohlávek havia fet les audicions de músics per a la nova orquestra, però el ministeri va retirar el finançament l'any següent. Successivament van arribar els finançaments privats i va ser el primer director musical de la nova orquestra. Des del seu debut del 1994, s'ha exhibit a tot el món i ha efectuat diversos enregistraments discogràfics. Dirigeix la Prague Philharmonia en la seva primera participació en els BBC Proms el 2004 en un concert televisat. El 2005 va deixar el càrrec de la Prague Philharmonia i ara n'és el director emèrit.
L'any 1997, Bělohlávek fou nomenat professor de direcció d'orquestra en l'Acadèmia Musical de Praga i es converteix en director principal del Teatre Nacional de Praga l'any següent. És també president del Prague Spring International Music Festival. Al desembre de 2010 va ser anunciat el seu nomenament de director principal de la Filharmònica Txeca, a partir de la temporada 2012-2013, amb un contracte inicial de 4 anys.

### Carrera internacional
Del 1995 al 2000 Bělohlávek va ser director convidat principal de la BBC Symphony Orquestra (BBC SO). Al febrer de 2005, va ser nomenat dotzè director principal amb un contracte inicial de 3 anys. Bělohlávek ha estat el primer director convidat en haver estat nomenat director principal de la BBC SO. La direcció a la BBC SO va començar amb la Primera vetllada dels Proms 2006 i va dirigir la Last Night of the Proms el 2007. És el primer director de Last Night de llengua mare no anglesa. Al setembre de 2007 Bělohlávek va perllongar el seu contracte amb la BBC Symphony fins al 2012. Va fer una aparició el 2009 en el Last Night en A Grand Grand Overture de Malcolm Arnold. Bělohlávek dirigeix novament la Last Night of the Proms el 2010 i el 2012. Va concloure la seva col·laboració amb la BBC SO el 2012 convertint-se en director emèrit. L'abril de 2012, Bělohlávek va ser guardonat amb l'Ordre de l'Imperi Britànic "per mèrits musicals".
En el camp operístic, Bělohlávek va dirigir Jenůfa, Tristan und Isolde i Rusalka a la Glyndebourne Opera i va debutar en el Metropolitan Opera (Met) el 17 de desembre de 2004 dirigint Kàtia Kabànova amb Karita Mattila en el rol de la protagonista. Va tornar al Metropolitan al gener i febrer de 2007 per dirigir Jenůfa i al febrer i març 2009 per Eugeni Oneguin i Rusalka.
Belohlávek va ser director convidat de la Rotterdam Philharmonic Orchestra (RPhO) el 1994 i a l'abril de 2012 va ser nomenat director principal de la temporada 2012-2013.
Bělohlávek va enregistrar per Supraphon, Chandos, Harmonia Mundi, Warner Classics, i Deutsche Grammophon.